# Брей (тауншип, Миннесота)
Брей (англ. Bray) — тауншип в округе Пеннингтон, Миннесота, США. На 2000 год его население составило 73 человека.

## География
По данным Бюро переписи населения США площадь тауншипа составляет 93,4 км², из которых 93,0 км² занимает суша, а 0,5 км² — вода (0,53 %).

## Демография
По данным переписи населения 2000 года здесь находились 73 человека, 24 домохозяйства и 19 семей. Плотность населения —  0,8 чел./км². На территории тауншипа расположено 26 построек со средней плотностью 0,3 построек на один квадратный километр. Расовый состав населения: 97,26 % белых и 2,74 % азиатов.
Из 24 домохозяйств в 45,8 % воспитывались дети до 18 лет, в 79,2 % проживали супружеские пары, в 4,2 % проживали незамужние женщины и в 16,7 % домохозяйств проживали несемейные люди. 8,3 % домохозяйств состояли из одного человека, при том ни в одном из них не проживали одинокие пожилые люди старше 65 лет. Средний размер домохозяйства — 3,04, а семьи — 3,35 человека.
27,4 % населения — младше 18 лет, 8,2 % — в возрасте от 18 до 24 лет, 26,0 % — от 25 до 44, 28,8 % — от 45 до 64, и 9,6 % — старше 65 лет. Средний возраст — 40 лет. На каждые 100 женщин приходилось 102,8 мужчин. На каждые 100 женщин старше 18 приходилось 112,0 мужчин.
Средний годовой доход домохозяйства составлял 41 563 доллара, а средний годовой доход семьи —  43 750 долларов. Средний доход мужчин —  29 821  доллар, в то время как у женщин — 20 417. Доход на душу населения составил 18 176 долларов. За чертой бедности находились 11,1 % семей и 13,6 % всего населения тауншипа, из которых 40,0 % младше 18 лет.